# 和碩特西前旗
和碩特西前旗是青海蒙古的一旗。俗稱青海王旗、王家旗。顧實汗之子。康熙四十二年封多羅郡王。雍正三年授札薩克，世襲。民國二年晉封親王。佐領八。牧地在布喀河南岸。東至烏圖起爾沙陀羅海，南至西拉庫圖爾、果庫圖爾，西至察罕烏蘇呼魯恭納，北至布喀河濱納令布楞。班禪商上堪布喇嘛牧場，在旗境額勒池水南。

## 沿革[2]
札薩克親王品級多羅郡王游牧。顧實汗第六子多爾濟次子策旺喇布坦，號達賴岱青，嗣父為和碩特八台吉之一。康熙三十六年(1697年)，與達什巴圖爾來朝。四十二年(1703年)，封多羅郡王。四十四年，子額爾克巴爾珠爾襲。四十五年，自殺身亡。子朋素克旺扎勒，降襲多羅貝勒。雍正三年(1725年)，授札薩克．四年復封郡王。乾隆四十七年(1782年)，詔世襲罔替。五十六年(1791年)。以功賜親王品級。牧地在布喀河南岸，東至烏圖起爾沙陀羅海，南至西拉庫圖爾果庫圖爾，西至察罕烏蘇呼魯恭納；北至布喀河濱納令希楞。有佐領8。

## 歷任札薩克[3][4]
| 世代     | 姓名           | 襲爵年份 | 註釋                                 |
| -------- | -------------- | -------- | ------------------------------------ |
| 初 封    | 多爾濟         |          |                                      |
| 一次襲   | 策旺喇布坦     |          |                                      |
| 二次襲   | 額爾克巴爾珠爾 |          |                                      |
| 三次襲   | 朋素克旺札勒   |          |                                      |
| 四次襲   | 棍楚克達什     |          |                                      |
| 五次襲   | 索諾木多爾濟   |          |                                      |
| 六次襲   | 車林端多布     |          |                                      |
| 七次襲   | 烏爾津札布     |          |                                      |
| 八次襲   | 阿玉爾什迪     |          |                                      |
| 九次襲   | 鞥克濟爾噶勒   |          | 民國2年晉封親王                      |
| 十次襲   | 才拉什札布     |          |                                      |
| 十一次襲 | 覺巴           | 民國16年 | 才拉什札布嗣子，或譯角巴，王德海代行 |
| 十二次襲 | 王德海         | 民國35年 | 才拉什札布女婿，1958年逝世。         |